# Zündapp KS 750 Gespann

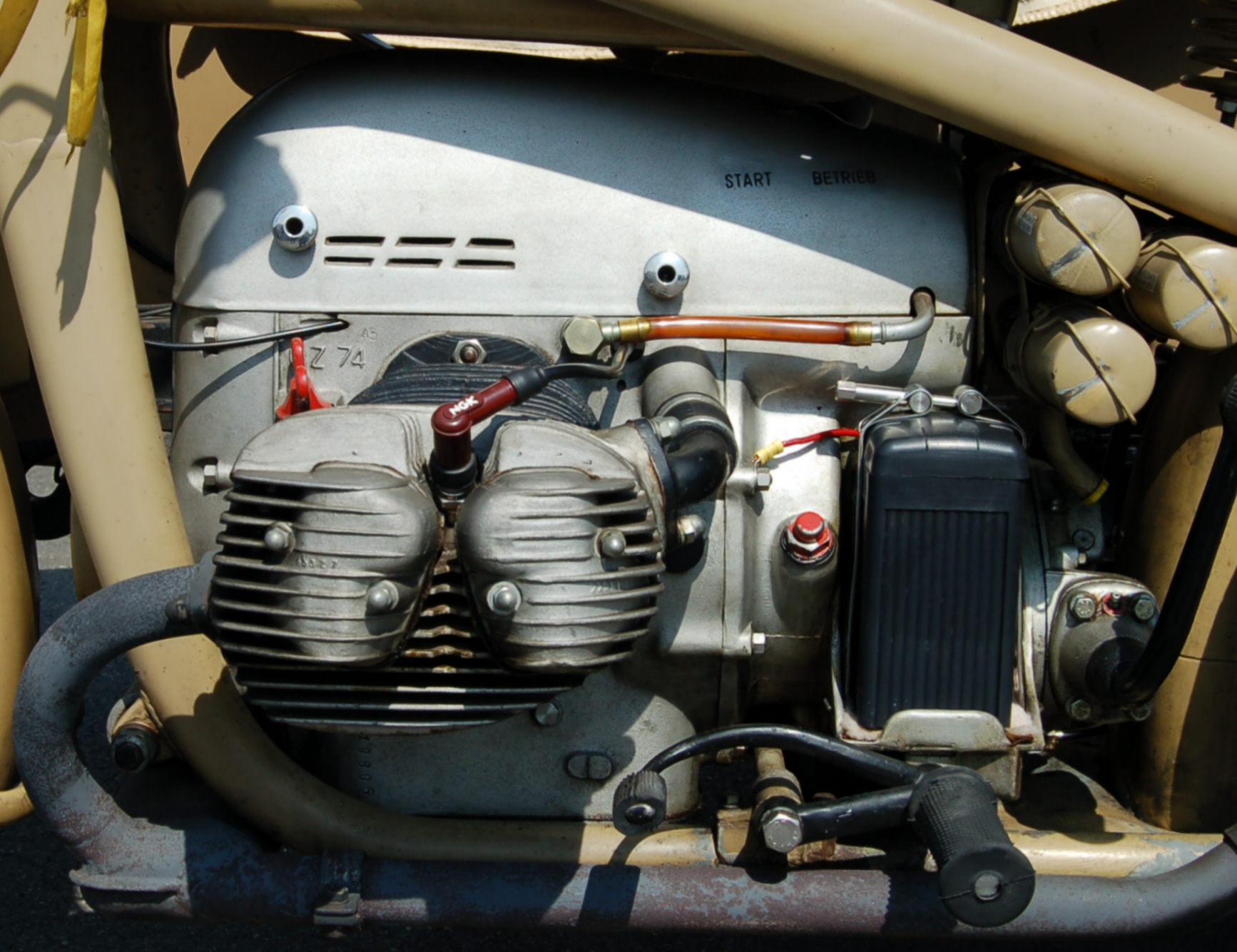
Motor

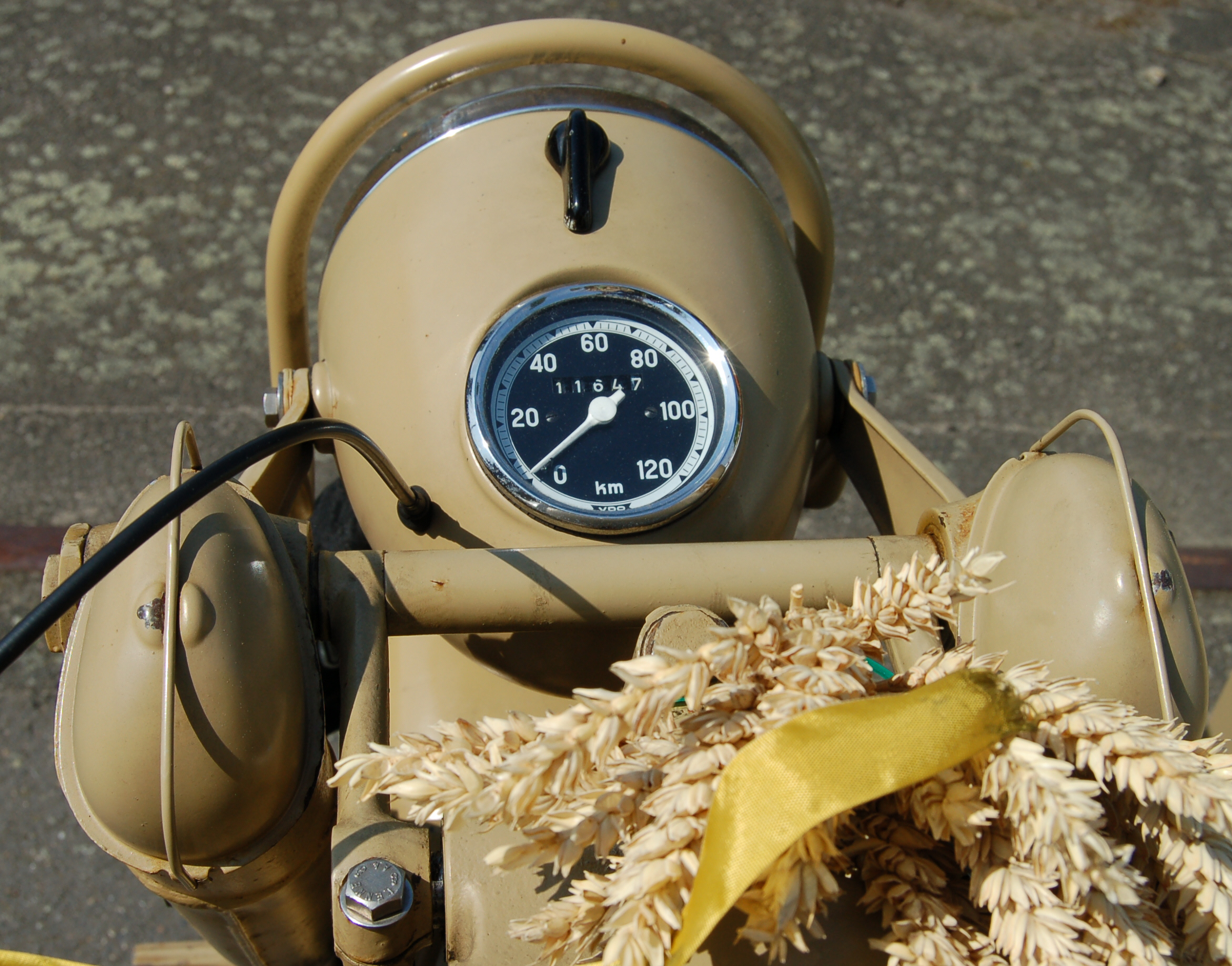
Tacho

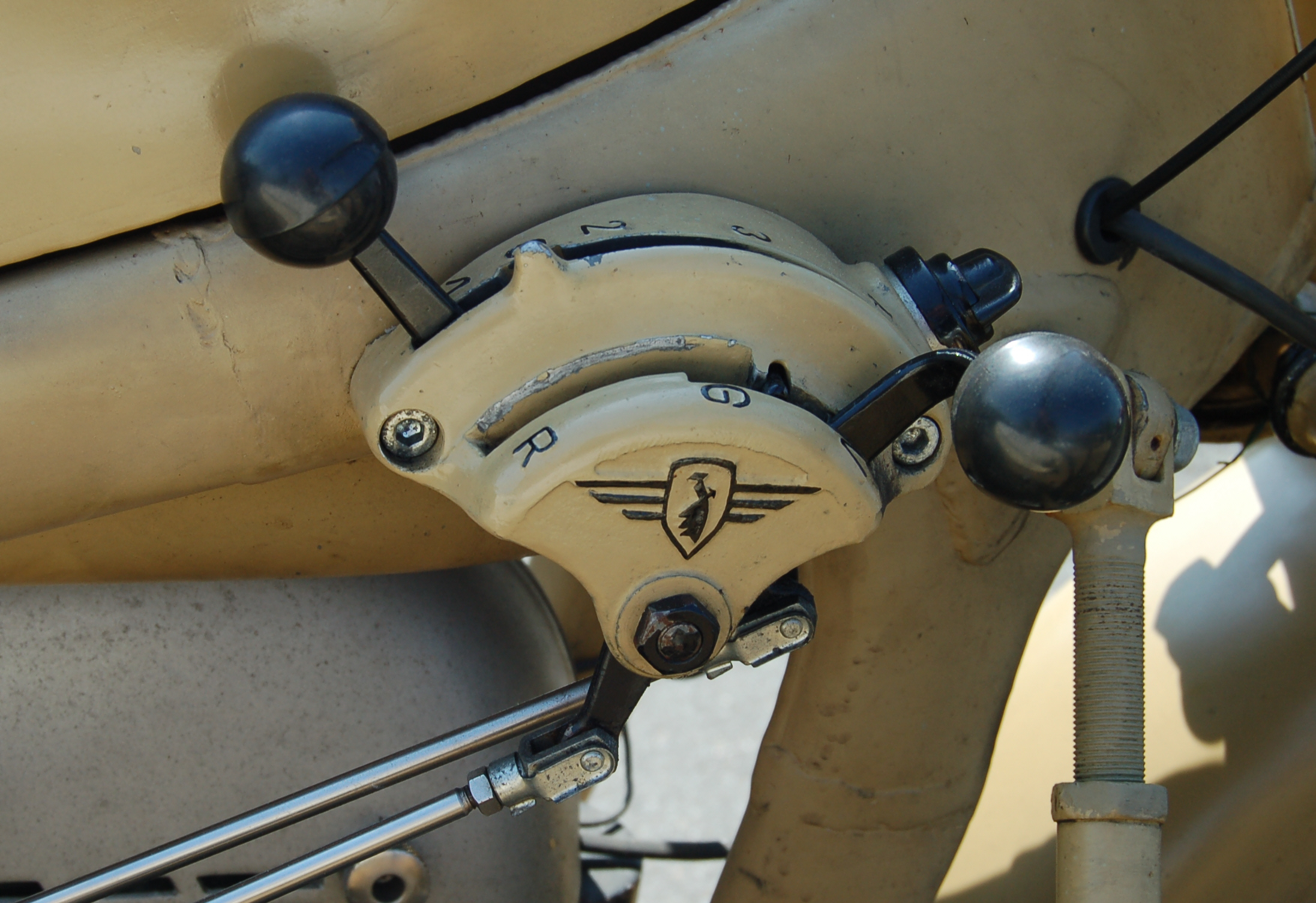
Handschaltung
V = Vorwärts
G = Gelände
R = Rückwärts

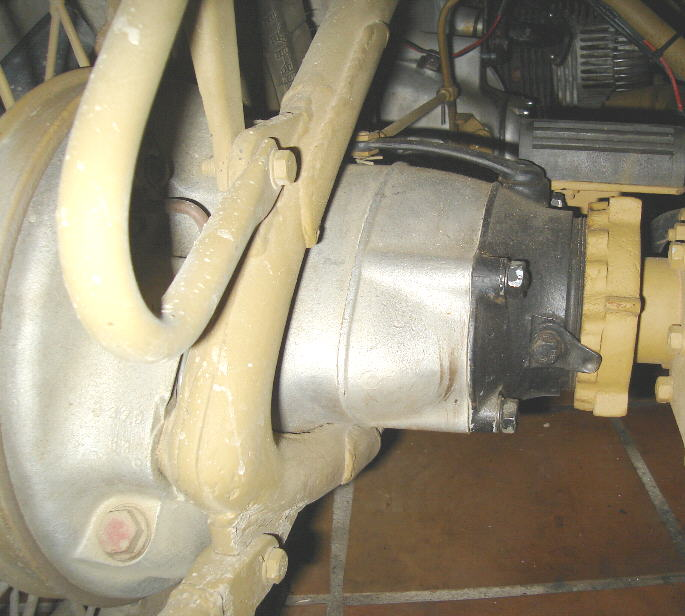
Hinterradantrieb mit Seitenwagenanschluss

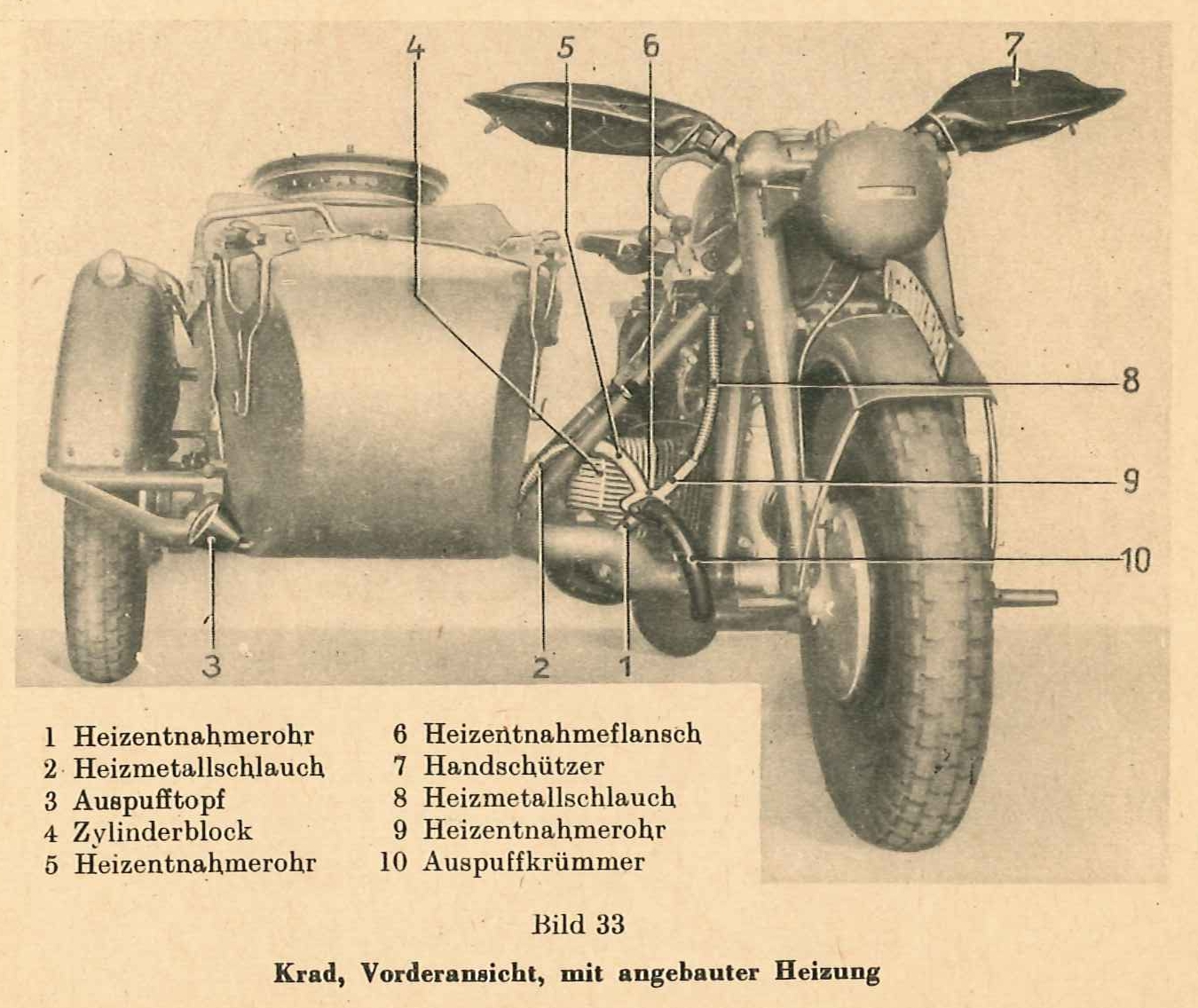
Heizung

Die Zündapp KS 750 war ein für die deutsche Wehrmacht entwickeltes geländegängiges Motorradgespann.
1939 und 1940 wurden neun Versuchsfahrzeuge zur Erprobung hergestellt und ab 1941 begann die serienmäßige Produktion, die zum Kriegsende 1945 nach 18.284 Stück eingestellt wurde.
In den folgenden Jahren bis 1948  wurden aus Restbeständen und aus Teilen, die noch bei den Zulieferern erhältlich waren, weitere 349 Stück Zündapp KS 750 in Nürnberg zusammengebaut.
Die Bezeichnung lautet auch „überschweres Wehrmachtsgespann“. Wie die BMW R 75 hatte sie ein angetriebenes Seitenwagenrad, sperrbares Differential und einen Rückwärtsgang. Die wesentlichen Teile des Antriebes der beiden Motorradtypen waren baugleich. Bei der Zündapp KS 750 waren die Zylinder des Motors in einem Winkel von 170° angebracht. Die KS 750 wurde unter anderem in der Wüste Nordafrikas bei Rommels Afrika-Korps sowie im Deutsch-Sowjetischen Krieg eingesetzt.

## Vorgeschichte
Bereits 1934 erhielt Zündapp Lieferungsaufträge für K 500- und K 800-Gespanne von der Reichswehr. Im November 1937 bekam Zündapp vom Heereswaffenamt den Entwicklungsauftrag für ein „überschweres Krad mit organisch angebautem Seitenwagen“. BMW beteiligte sich ebenfalls an der Ausschreibung an einem Wehrmachtsgespann. Gefordert waren:
- 500 kg Nutzlast (250 kg für Fahrer und Beifahrer mit Waffen, Munition und voller Feldausrüstung sowie Zuladung Beiwagen),
- 60 km/h Dauergeschwindigkeit und 95 km/h Höchstgeschwindigkeit; Mindestgeschwindigkeit 4 km/h, um in marschierenden Kolonnen mitfahren zu können,
- 4,5 × 16 Zoll Geländereifen,
- Bodenfreiheit 150 mm beladen
- Schutzbleche mit genügend Platz für Gleitschutzketten,
- Reichweite ohne Nachtanken mindestens 350 km.[2][3]

Erste Überlegung war, die Zündapp KS 600 entsprechend zu modifizieren, um den geforderten Ansprüchen gerecht zu werden. Die Weiterentwicklung der KS 600 war jedoch zu aufwendig, viele Bauteile hätten verstärkt werden müssen, sodass eine Neukonstruktion des gesamten Motorrads am ehesten zum gewünschten Ziel führen konnte. 1939 standen zwei Prototypen zur Verfügung, die das Oberkommando des Heeres für Versuchsfahrten nutzte. Bei diesen beiden Gespannen waren der Hubraum bereits auf 700 cm³ erhöht und die Zylinder beidseitig um je 5° angehoben worden, um mehr Bodenfreiheit zu erreichen. Später wurde der Hubraum nochmals erhöht auf 751 cm³.
Im Zuge des Westfeldzugs gelangten belgische Beiwagenmaschinen an die Wehrmacht. Zumindest das Modell FN M12 gelangte zu Test- und Studienzwecken zu Zündapp; einige Details der zu diesem Zeitpunkt im Seitenwagenantrieb führenden belgischen Hersteller flossen in die Zündapp-Konstruktion ein.
Weitere sieben Prototypen wurden hergestellt und bis März 1941 ausgiebig getestet. Bei Vergleichsfahrten mit dem BMW-R-75-Gespann zeigte sich Zündapps Konstruktion nicht nur hinsichtlich des Antriebs, sondern auch im harten Gelände überlegen. BMW weigerte sich, die Konstruktion von Zündapp zu übernehmen. So wurden beide Modelle vom Oberkommando der Wehrmacht in Auftrag gegeben; im Juni 1941 begann die Serienfertigung.
Um die Versorgung mit Ersatzteilen zu vereinfachen, wurden jedoch 70 Prozent Gleichteile gefordert, dazu zählte in erster Linie der Radantrieb mit dem Sperrdifferential nach Patenten von Hubert Barth und Rudolf Schleicher.

## Technik

### Motor
Der obengesteuerte Zweizylinder-Motor mit 751 cm³ Hubraum (Bohrung 75 mm; Hub 85 mm), halbkugelförmigen Brennräumen und 170° Zylinderwinkel war mit 6,2:1 verdichtet. Die Zylinder sind gegenüber einem Boxermotor um jeweils 5° angehoben (170°-V-Motor), um mehr Bodenfreiheit unter den Zylindern zu erlangen. Die Steuerung wurde nicht auf hohe Spitzenleistung ausgelegt; die Dauerleistung ist 26 PS bei 4000/min. Das maximale Drehmoment von 52 Nm wird bei 2650/min erreicht. Der Zylinderkopf aus Aluminium ist stark und großflächig verrippt, sodass die Kühlwirkung selbst bei Marschgeschwindigkeit in großer Hitze ausreichend ist. Die drei Kurbelwellenlager sind als Wälzlager ausgelegt, um bei kleinerem Reibungswiderstand eine erhöhte Lebensdauer zu erzielen. Nockenwelle und die Kolbenölpumpe werden über Zahnräder von der Kurbelwelle angetrieben. Die Kupplung ist eine Zweischeiben-Trockenkupplung. Der Vergaser war vom Typ Solex BFR mit 30 mm Durchmesser, gezündet wurde über einen Zündmagneten, entweder ein Noris Typ ZG 2 a oder ein Bosch FJ 2R 134.

### Getriebe und Hinterradantrieb
Das Zahnradgetriebe hat vier Straßen- sowie einen Gelände- und einen Rückwärtsgang. Die Straßengänge werden mit dem Fuß oder der Hand geschaltet. Bei Betätigung mit dem Fuß dient der Handschalthebel gleichzeitig als Ganganzeige. Rückwärts- und Geländegang können nur von Hand geschaltet werden. Alle Zahnräder sind gerade verzahnt. Das Getriebe erzeugt deshalb im Fahrbetrieb ein heulendes Geräusch ähnlich dem einer Straßenbahn. Bedingt durch das hohe Drehmoment des Motors kann auf normaler Straße im zweiten Straßengang angefahren werden, im Gelände reicht der erste Straßengang. Nur bei extremen Steigungen oder bei sehr langsamer Fahrt ist der Geländegang notwendig. Der Geländegang diente besonders dazu, in marschierenden Kolonnen mitfahren zu können. Die Kraft wird mit einer Kardanwelle auf das Differenzial am Hinterrad übertragen. Das sperrbare Differenzial verteilt das Drehmoment zu 70 % auf das Hinterrad und zu 30 % auf das Seitenwagenrad. Durch diese Drehmomentverteilung fährt das Gespann mit einer Spurweite von 1130 mm ohne das bei anderen Gespannen erforderliche Gegenlenken geradeaus.
| Gang | Straße | Geländegang |
| ---- | ------ | ----------- |
| 1    | 18,5   | 3 bis 14    |
| 2    | 40     |             |
| 3    | 62     |             |
| 4    | 95     |             |

### Bremsen
Am Hinter- und Seitenwagenrad gibt es je eine hydraulisch betätigte Trommelbremse von ATE mit 250 mm Durchmesser. Auch hier wurde in der Konstruktion die Asymmetrie des Gespanns berücksichtigt, denn die Radbremszylinder haben unterschiedliche Durchmesser: 22 mm am Hinterrad und 19 mm am Seitenwagenrad. Wird der Seitenwagen abgebaut, schließt ein Doppelventil selbsttätig die Bremsleitungen und verhindert das Auslaufen von Bremsflüssigkeit. Das Fahren ohne Seitenwagen ist nicht vorgesehen und nur bedingt möglich. Das Vorderrad hat eine seilzugbetätigte Trommelbremse mit einem Durchmesser von 250 mm.

### Fahrwerk und Beiwagen
Der Motorradrahmen ist ein verschweißter Ovalrohrrahmen in Dreiecksform aus Rohren mit bis zu 5 mm Wandstärke. Das Vorderrad wird mit einer Trapezgabel aus konischen Ovalrohren gefedert, das Hinterrad blieb ungefedert. Der drehstabgefederte Beiwagen BW 40 (nach dem Jahr der ersten Verwendung) ist eine Zündapp-Steib-Konstruktion, die später durch den einfacher herzustellenden BMW-R-75-Seitenwagen Typ 286/1 abgelöst wurde. Der 1943 von BMW übernommene Seitenwagen wurde bei Zündapp BW 43 genannt. Zu einem Rechteck verschweißte Rohre bilden den Seitenwagenrahmen. Das Seitenwagenrad des BW 40 ist an einem Schwingarm aufgehängt, in dem sich der Antrieb befindet. Gefedert ist er mit einer Rohrfeder, die sich zusammen mit der Antriebswelle im hinteren Querrohr des Seitenwagenrahmens befindet. Das Seitenwagenboot BW 43 hängt hinten in zwei Blattfedern und ist vorne in Gummi gelagert. Mit dem Beiwagen BW 40 ist das Gespann um 25 mm schmaler als mit dem BW 43, mit dem das Gespann eine Spurweite von 1130 mm hatte; die Seitenwagenantriebe BW 40 und BW 43 sind nicht baugleich. Die drei untereinander austauschbaren Räder haben eine Tiefbettfelge und Dickendspeichen; Reifengröße: 4,50 × 16 Zoll. Die maximale Zuladung wurde mit 420 kg angegeben.
Von den Triumph-Werken wurde für extremes Wetter eine Fuß-, Hand- und Seitenwagenheizung gefertigt, die die Auspuffgase des Motors über flexible Schläuche weiterleitete. Ab 1943 fielen die Hand- und Fußheizung weg, da sie sich als unbrauchbar erwiesen. Alle Gespanne behielten jedoch weiterhin eine serienmäßige Heizung für den Seitenwagen.

### Verbrauch
Der Tank fasst 23 Liter, davon sind drei Liter Reserve. Der Verbrauch auf der Straße liegt bei 7 l/100 km, im Gelände bei 9 l/100 km.

## Stückzahlen und Verbreitung
| Produktions- jahr | Anzahl Stück | Fahrgestell-Nummer |
| 1939              | 2            | Vorserie           |
| 1940              | 7            | 600 000–600 006    |
| 1941              | 288          | 600 007–600 295    |
| 1942              | 7.228        | 600 296–607 523    |
| 1943              | 7.131        | 607 524–614 654    |
| 1944              | 3.515        | 614 655–618 169    |
| 1945              | 115          | 618 170–618 284    |
| 1946              | 205          | 620 001–           |
| 1947              | 76           |                    |
| 1948              | 68           | 620 349–           |

In acht Jahren, von 1941 bis 1948, wurden in Nürnberg 18.635 Zündapp KS 750 Gespanne gebaut. Bis Mitte 1942 wurden die Gespanne in Dunkelgrau RAL 7021 an das Heer ausgeliefert. Die Luftwaffe erhielt ihre Zündapp KS 750 in Schwarzgrau RAL 7019. Für das Deutsche Afrikakorps wurden die dorthin gelieferten Gespanne 1941/42 in Afrika-Beige RAL 8000 geliefert. Ab 1943 waren alle Heeresfahrzeuge in einem Dunkelgelb – ohne RAL-Nummer – lackiert.
Das Zündapp KS-750-Gespann, für das damals je gebautem Exemplar 2.175 Reichsmark der Wehrmacht in Rechnung gestellt wurden, ist wegen seiner aufwändigen und dennoch robusten Technik als Sammlerobjekt heute sehr begehrt. Für gut erhaltene Modelle wurden 2014 über 35.000 Euro geboten.

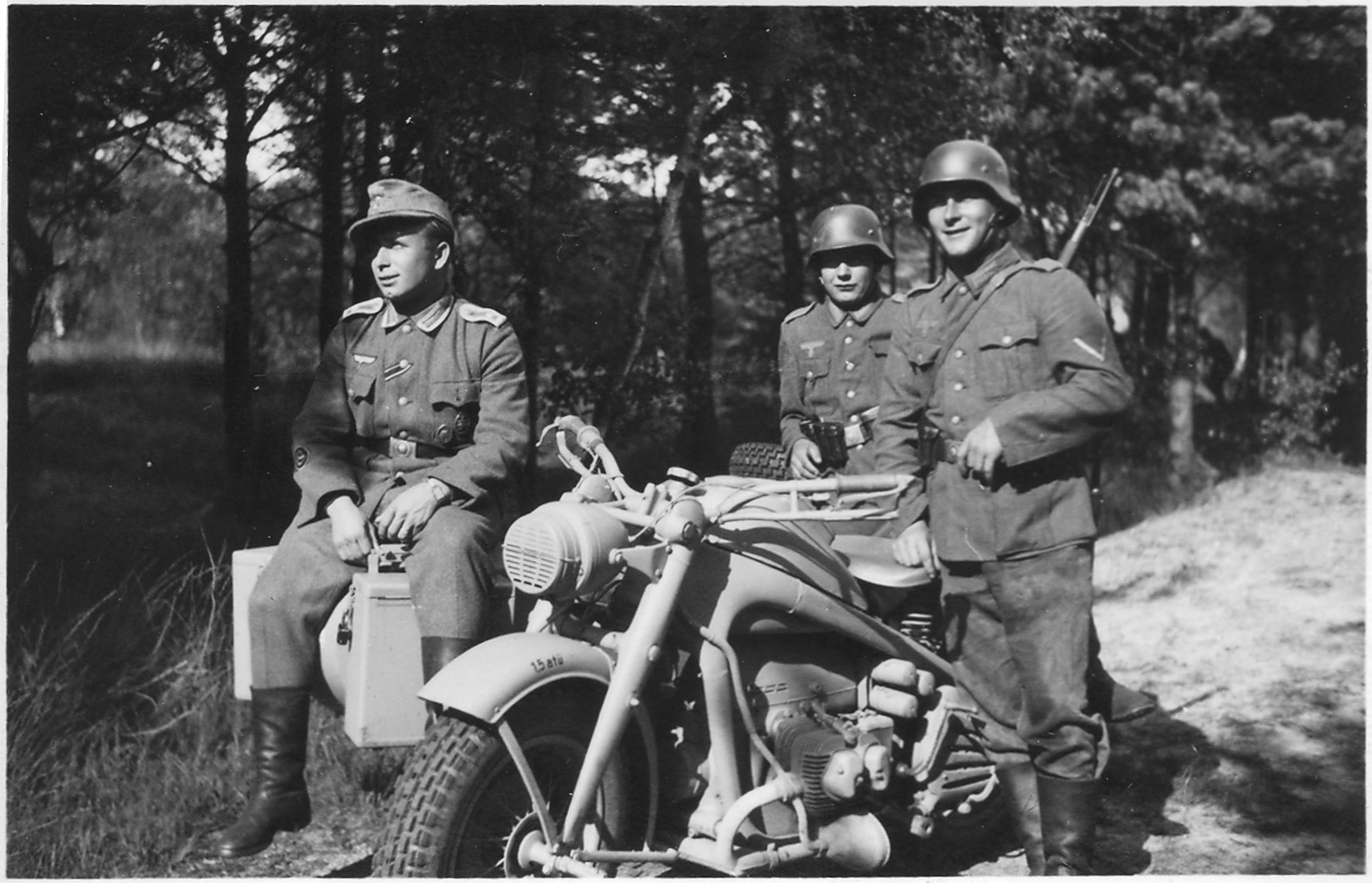
Mit Fuß- und Handheizung (auch Beiwagen) sowie Notek-Tarnscheinwerfer
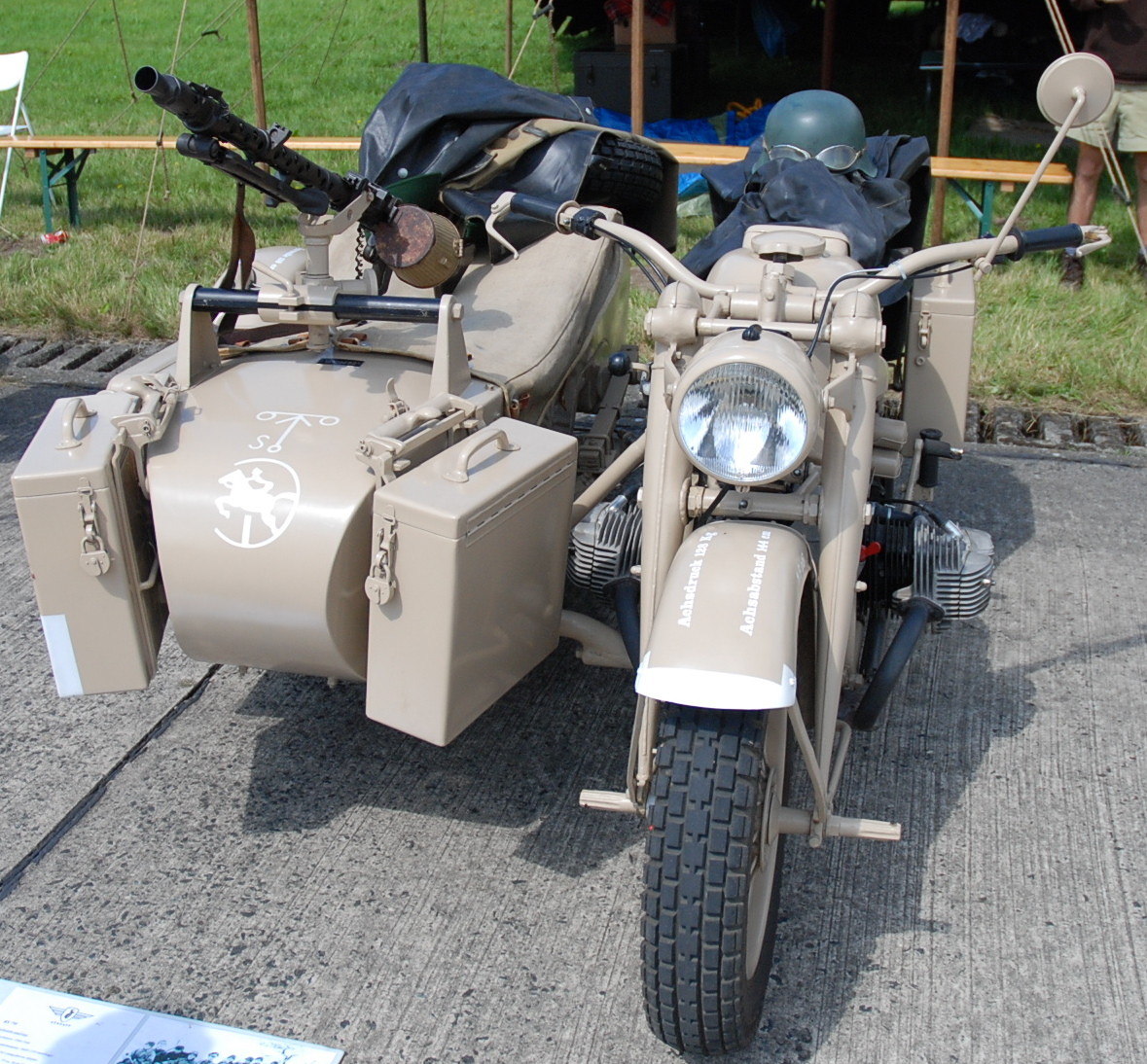
Mit Maschinengewehr
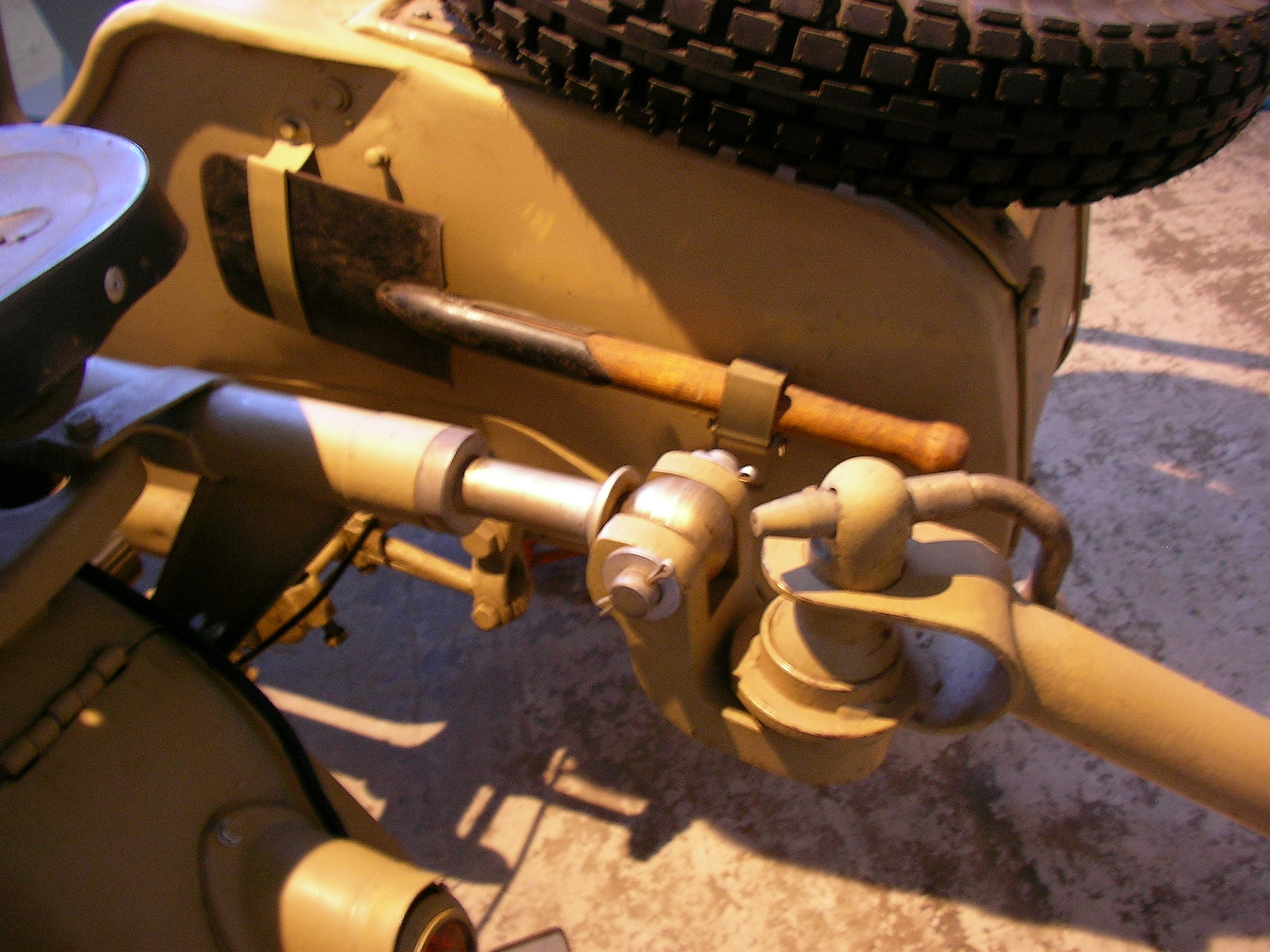
Mit Einheitsprotzhaken